# Bhimnagar, Yadgir
Bhimnagar là một làng thuộc tehsil Yadgir, huyện Gulbarga, bang Karnataka, Ấn Độ.